# Winry Rockbell
Winry Rockbell (ウィンリィ・ロックベル?, Uinrī Rokkuberu) è un personaggio immaginario ideato da Hiromu Arakawa e uno dei personaggi principali della serie manga e anime Fullmetal Alchemist. È un'amica di infanzia di Edward e Alphonse Elric specializzata in riparazione meccanica e l'autrice delle protesi di Edward, che chiamò automail (機械鎧オートメイル?, ōtomeiru).
Nei primo anime è interpretata da Megumi Toyoguchi, nell'adattamento italiano invece da Elisabetta Spinelli. Nel secondo anime sono state sostituite rispettivamente da Megumi Takamoto e da Serena Clerici. Winry è un personaggio molto popolare della serie e la critica ha elogiato la sua personalità, il suo sviluppo e il rapporto con i fratelli Elric.

## Concezione e sviluppo

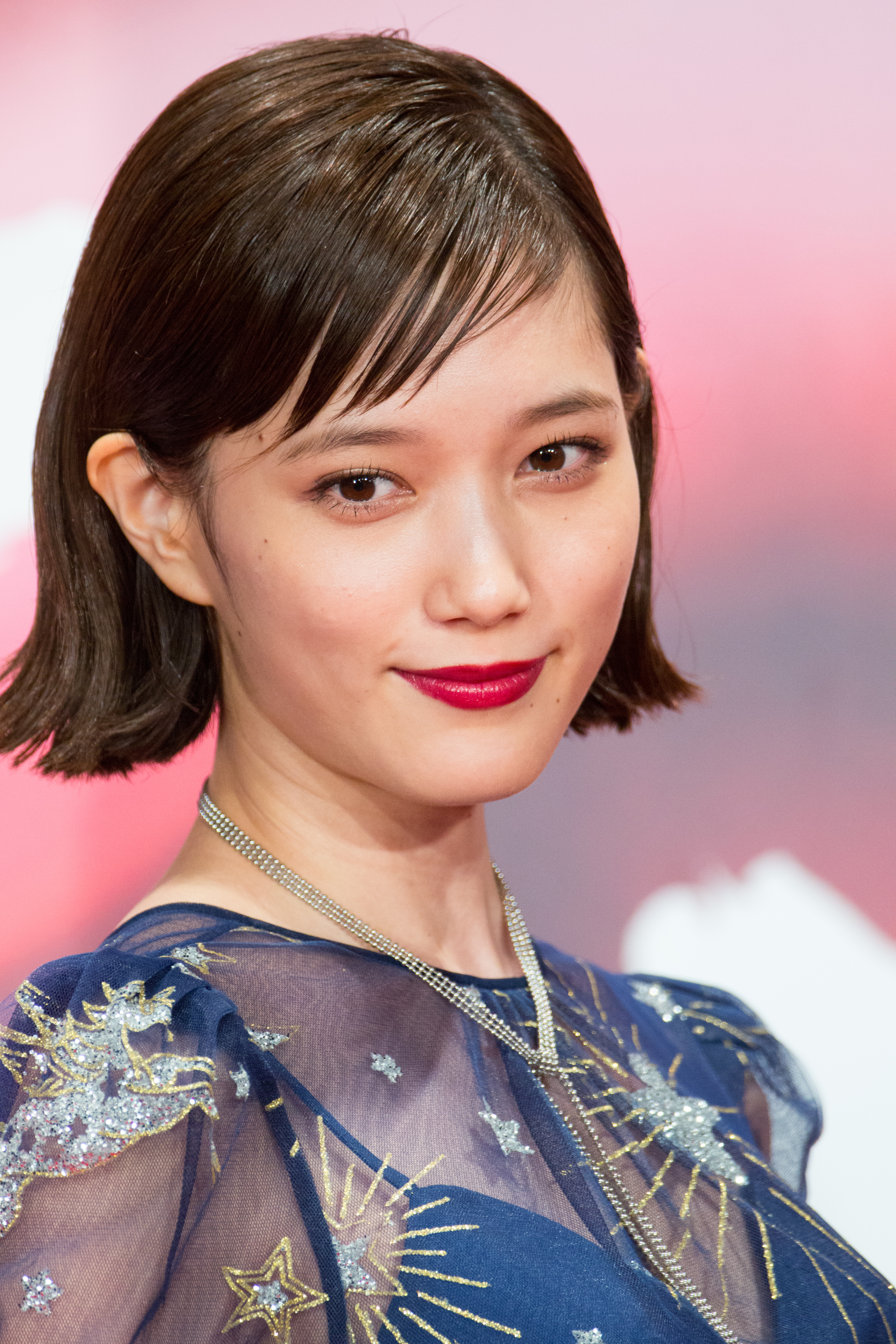
Tsubasa Honda, l'attrice che interpretò Winry nel film live-action del 2017

Hiromu Arakawa volle introdurre Winry nel capitolo 3 del manga di Fullmetal Alchemist vista la mancanza di personaggi femminili e per la sua importanza nella sua storia, ma il suo editore disse che era troppo presto. L'autrice fu comunque soddisfatta del suo debutto nel capitolo 9, considerandola un "tampone" che aiuta il lettore a comprendere meglio i fratelli Elric e i loro problemi, nonostante il personaggio trovi difficile parlare con loro di ciò, ma riesce a comprenderli appieno. Per questo, Arakawa pensò che Winry fosse nella posizione più difficile del trio. Per il suo mestiere, l'autrice si ispirò alle sue opinioni su come la gente lavori duramente per guadagnare da vivere. Inoltre disse che il modo in cui Winry e sua nonna Pinako Rockbell accolgano i fratelli Elric a casa loro dopo la morte della madre riflette sulle sue opinioni su come le persone dovrebbe reagire ai problemi sociali. Quando nel 2006 venne chiesto all'autrice quale fosse i suoi personaggi preferiti, disse che fu difficile scegliere, ma rispose con Winry, i fratelli Elric e Riza Hawkeye.  Arakawa affermò che adora "immensamente" disegnare Winry.
Nella prima serie animata, Winry venne doppiata da Megumi Toyoguchi, mentre nella seconda da Megumi Takamoto. Nella versione italiana, invece, Winry venne doppiata rispettivamente da Elisabetta Spinelli e da Serena Clerici. Nel film live-action del 2017 venne interpretata da Tsubasa Honda e doppiata in italiano da Elena Perino.

## Descrizione del personaggio
Winry è un'amica d'infanzia di Ed e Al, è molto legata ai due e si preoccupa costantemente della loro incolumità. È inoltre innamorata di Ed, lo ammette nel manga e nell'anime 2009 dichiarandolo in un episodio anche se quando Edward le chiede che cosa abbia detto, ella risponde negando di aver parlato. È una giovane adolescente dai capelli biondi lunghi e lisci raccolti in una coda alta e pettinati con la frangia, e il viso rotondo. Gli occhi azzurri le donano un'aria semplice e ingenua che il suo carattere spesso irascibile tuttavia smentisce. Quando lavora indossa una tuta da operaio molto larga con la parte superiore legata alla vita, una fascia per coprire il seno, dei guanti e dei sandali; quando è in borghese sfoggia una minigonna, degli stivaletti in pelle, una giacca nera e una maglietta chiara. Ha inoltre dei piercing su entrambe le orecchie.
Winry è una ragazza forte e decisa, con un carattere molto autoritario, e scrupolosa quando si tratta del suo lavoro. Ed la definisce fin dall'infanzia una maniaca della meccanica, difatti quando si trova di fronte ad un oggetto meccanico, la ragazza ha un'irrefrenabile voglia di aprirlo ed analizzarlo per scoprirne i segreti, che si tratti di un trattore o anche solo dell'orologio d'argento di Edward. È molto orgogliosa dei suoi automail e si arrabbia tutte le volte che Ed li rompe (cosa che succede spesso), tanto da arrivare a lanciargli addosso chiavi inglesi o inseguirlo con una motosega; nel manga si diverte a deridere Ed sulla sua statura, sebbene sia alta più o meno come lui; nel manga e nell'anime del 2009, ha scoperto recentemente di esserne innamorata, e ha ricevuto dall'Alchimista d'Acciaio la promessa che la prossima volta che piangerà sarà di gioia, il giorno in cui i fratelli Elric si riprenderanno i loro corpi.

## Biografia del personaggio

Winry ed il suo cane Den nella copertina italiana del 5° volume

Nel manga appare per la prima volta nel nono capitolo, durante il ritorno dei due fratelli a Resembool: è sempre lei, assieme a sua nonna, a riparare gli automail di Ed, e successivamente viene chiamata a Central City per una manutenzione a domicilio al suo braccio quando l'Alchimista è impossibilitato ad andarsene dalla città a causa della minaccia di Scar. Sempre in questa occasione, la ragazza riesce a riavvicinare Ed e Al, convincendo quest'ultimo del fatto che i suoi ricordi sono veri, e non creati artificialmente da suo fratello. In seguito si fa trasportare a Rush Valley, la mecca degli automail, e qui si improvvisa medico facendo nascere il nipotino di Dominic, compagno di studi di Pinako e costruttore di automail. Dopo aver scoperto il contenuto dell'orologio d'argento di Ed, ovvero la data del 3 ottobre con la scritta "Don't Forget" ("Non dimenticare") che rappresenta la promessa fatta il giorno in cui il ragazzo lasciò Resembool, decide di fare da tirocinante e cominciare un intenso apprendistato a Rush Valley.
Tornata dopo un po' di tempo a Central City per curare la manutenzione al braccio di Ed, Winry ascolta il discorso tra Ed e Al, riguardante il corpo di quest'ultimo e la possibilità di recuperarlo; notando la decisione del ragazzo e la sua fermezza Winry si sofferma per la prima volta sulle spalle di Ed e sulla loro larghezza, il giorno dopo apprende la notizia della morte di Hughes, e in seguito scopre il volto dell'assassino dei suoi genitori: Scar. In preda all'ira raccoglie una pistola da terra e la punta verso l'uomo di Ishbar, il quale di tutta risposta si lancia verso la ragazza e si blocca solo quando Ed fa da scudo frapponendosi tra i due dandole nuovamente la schiena: dopo questo gesto Winry si rende conto di tutte le volte che è stata costretta a vedere la schiena di Ed allontanarsi e capisce di esserne innamorata. Finita la battaglia dei due Elric contro Scar, Ed le promette che il giorno in cui riprenderanno i loro vecchi corpi piangerà di gioia, non più di dolore, strappandole uno spontaneo sorriso prima della partenza. Winry viene poi chiamata dall'esercito a Briggs, con la scusa di riparare i suoi Automail, ma in realtà è presa come ostaggio per riuscire a tenere d'occhio le mosse di Edward e Alphonse.
La ragazza fa in modo che il maggiore degli Elric abbia degli automail adatti al clima gelido di Briggs, e segue lui e Al quando i fratelli partono alla ricerca di Scar e Marcoh per conto di Kimbly. Quando incontra l'uomo che ha ucciso i suoi genitori, Winry lo cura dalle ferite come avrebbero fatto i coniugi Rockbell dimostrando una grande forza d'animo, e finge di farsi prendere in ostaggio da lui secondo il piano di Edward volto a sfuggire a Kimbly. Si reca quindi a Briggs insieme a May, Marcoh, Yoki e Scar per poi essere raggiunta da Alphonse, e dopo aver trovato rifugio in un campo di profughi di Ishbar insieme al resto del gruppo, riconosce Hohenheim come il padre dei fratelli Elric.
Tornata a Resembool con l'aiuto dei militari di Briggs, Winry ha ospitato quindi Edward, Greed e le chimere che li accompagnano a casa sua, e ha indirizzato il ragazzo a Kanama per incontrare Hohenheim.
Negli ultimi capitoli Winry, come tutta la popolazione di Amestris, è vittima del sacrificio umano ad opera del Padre. L'ultima parola che la ragazza sussurra prima di perdere conoscenza è il nome di Edward. Ma grazie al piano di Hohenheim, riacquista la sua anima insieme al resto della popolazione, affermando di aver provato, nel momento in cui non era cosciente, una sofferenza inaudita che la trasportava in un vortice di angoscia.
Nell'ultimo capitolo, quando lo scontro finale con il padre si è concluso, Winry, all'oscuro dell'esito positivo della battaglia, è a Resembool e spera nel ritorno dei fratelli Elric. Quando questi si presentano una mattina, Al che ha riacquistato il suo corpo e Ed il suo braccio, sani e salvi, Winry gli corre incontro accogliendoli con un "bentornati a casa" e con le lacrime agli occhi. La promessa di Ed è stata così mantenuta. Dopo due anni dalle vicende narrate, ritroviamo Winry alla stazione di Reesembool che attende insieme a Ed il treno che porterà il ragazzo ad Ovest, dove amplierà le sue conoscenze e cercherà nuovi modi per aiutare la gente. Qui, tra imbarazzo e timidezza, Ed le dichiara il suo amore in un modo molto insolito (proponendo uno "scambio equivalente": metà della vita di Winry, in cambio di metà della sua). Winry offre la sua vita per intero, poi, imbarazzata, pensa ad altre percentuali e Ed ride. E mentre Winry crede che lui si stia prendendo gioco di lei, lui la abbraccia teneramente chiedendole di aspettarlo. L'ultima immagine che chiude la serie, vede Winry cresciuta con in braccio una bambina e al suo fianco Ed, divenuto chiaramente suo marito (infatti si vede una fede al dito), con in braccio un bambino di poco più grande.

## Altre versioni

### Anime del 2003
Nella prima serie animata la sua storia cambia di poco: anche qui infatti è innamorata di Ed, seppure non lo ammette in alcuna occasione, non è mai presente vivamente nella storia, e rimane in secondo piano a preoccuparsi per le sorti di Ed e Al. Nel finale viene totalmente tagliata fuori. La differenza fondamentale però è l'assassino dei suoi genitori: i due, infatti, medici "missionari", vengono uccisi durante la guerra di Ishbar da un titubante Roy Mustang sotto ordine del comandante supremo, poiché sul campo di battaglia i Rockbell curavano sia alleati che nemici e questi ultimi tornavano a combattere contro i soldati. Dopo averlo scoperto, inizia a provare rancore nei confronti del colonnello, ma alla fine della serie, sentite le sue ragioni, riesce a perdonarlo.
La ragazza spera sempre nel ritorno di Ed, ma cerca anche di convincere Al di smettere di cercarlo, in quanto preoccupata per lui. Verso la fine del film, accompagnata da Sheska tra le rovine al di sotto Central City, rincontra Edward e si ricongiunge a lui con un tenero abbraccio. Poco dopo, rivela di aver preparato, e di essersi sempre portata dietro dei nuovi automail appositamente per consegnarli a lui, ipotizzando quanto Ed sarebbe cresciuto nel frattempo e riuscendo alla perfezione ad adattarli alle sue misure. Alla fine vede Ed rientrare nel portale precipitando con il dirigibile e intuisce le sue intenzioni rendendosi conto che non tornerà più indietro.

## Altri media
Winry è apparsa in quasi tutti gli original anime video della serie.
È stata distribuita una image song dedicata al personaggio, chiamata Hagaren Song File — Winry Rockbell (Hagaren Song File - ウィンリィ・ロックベル?, Hagaren Song File – Uinrī Rokkuberu) ed eseguita dalla doppiatrice di Winry, Megumi Toyoguchi.

## Accoglienza

### Popolarità

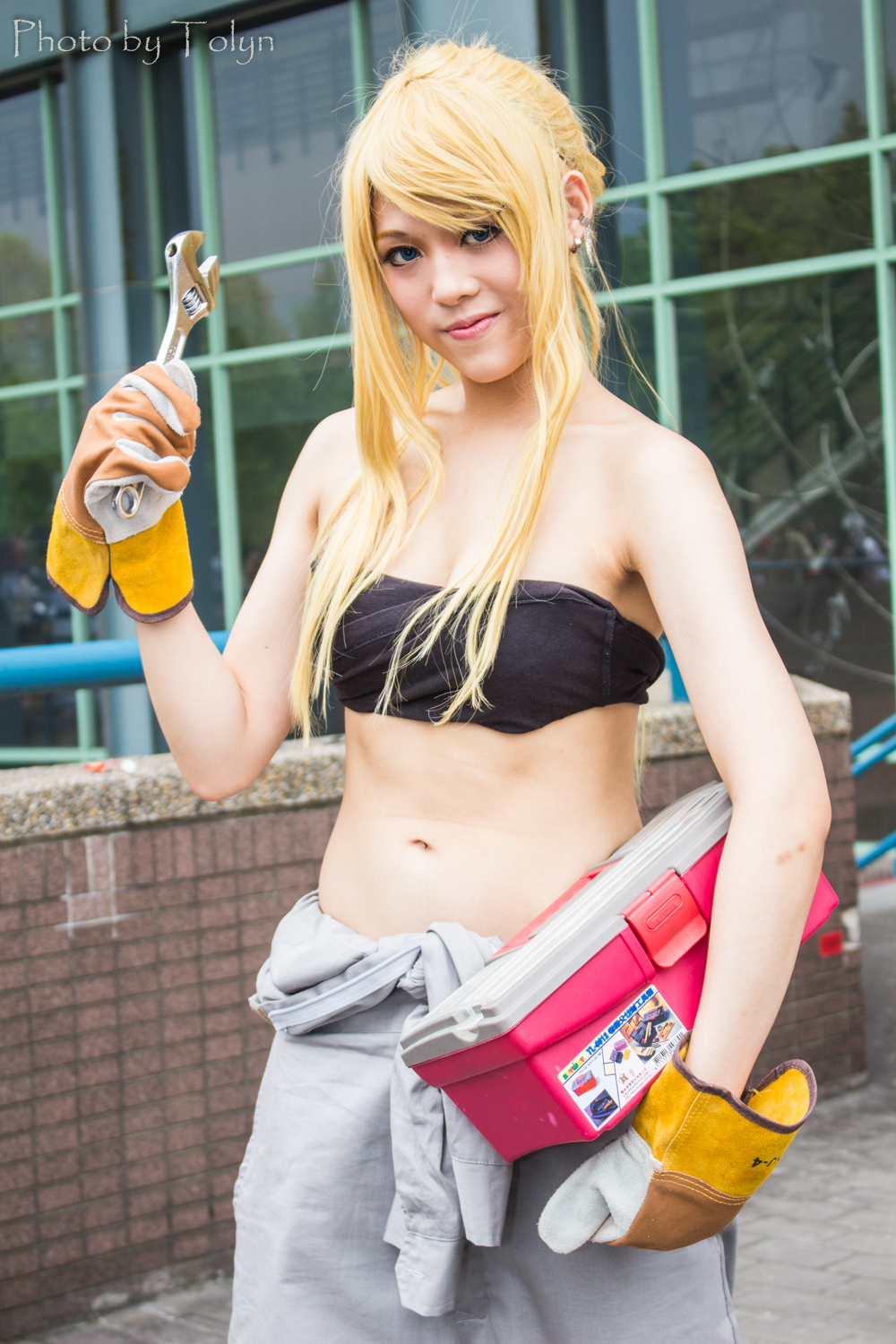
Cosplayer di Winry Rockbell

Winry è uno dei personaggi più popolari della serie. Nei sondaggi del Monthly Shōnen Gangan è arrivata 5ª. In un sondaggio di Newtype è arrivata 9ª nella sezione dedicata ai personaggi femminili. Winry è arrivata 3ª al 26° Anime Grand Prix nella categoria "Personaggio femminile preferito".
Winry ha ricevuto anche diverso Merchandising.

### Critica
Winry è stata accolta abbastanza positivamente dalla critica. Lydia Hojnacki di Manga Recon ha inserito trai suoi personaggi femminili preferiti della serie, discutendo del suo rapporto con i fratelli Elric. Jarred Pine di Mania Entertainment ha apprezzato di più come il personaggio si sviluppi nel manga rispetto al primo anime, evidenziando il primo incontro con Riza Hawkeye e affermando che "è un scena semplice, ma parla davvero molto dei due personaggi". Sakura Eries dello stesso sito ha elogiato il suo incontro con Scar e di come quest'ultimo stesse "per scoppiare a piangere". Anche Holly Ellingwood di Active Anime ha lodato quella scena, descrivendola come una "battaglia emotiva" e notando che "le azioni (di Winry) sono alcune delle più avvincenti di questi ultimi capitoli". Ellingwood ha anche apprezzato la caratterizzazione del personaggio nel primo anime, sostenendo che "il suo entusiasmo per qualsiasi cosa che sia meccanico e quello puro sono cambiamenti graditi dagli orribili episodi che hanno preceduto la sua introduzione". Ben Moscrop di UK Anime Network ha trovato l'episodio in cui i fratelli Elric e Winry vanno a Rush Valley un ottimo sviluppo per il suo personaggio, soprattutto riguardo al rapporto che ha con i due fratelli, sostenendo che lei "abbia rispleso veramente" nella puntata. Carlos Santos di Anime News Network ha elogiato il personaggio nell'arco in cui i personaggi si trovano a nord di Amestris e come il suo incontro con i fratelli sia stato un "punto di svolta completo", dal momento che era un ostaggio.
Il rapporto tra lei ed Edward è stato comparato a quello di personaggi di opere successive, come Izuku Midoriya e Ochaco Uraraka.